# Deinopa holophaea
Deinopa holophaea là một loài bướm đêm trong họ Erebidae.